# Jamel Morris
Jamel Morris, né le 14 novembre 1992, à Gahanna (États-Unis) est un joueur professionnel de basket-ball américain.
Il évolue au poste de meneur.

## Biographie

### High School
Il joue à Gahanna au Gahanna-Lincoln High School en high School.

### En université américaine
Il évolue de 2011 à 2013 au Glenville State Pioneers puis de 2013 à 2016 au Fighting Falcons de Fairmont State (université d'État de Fairmont) en NCAA (Division 2).

### Carrière de professionnel
Il n'est pas drafté en 2016.
Il signe en troisième division italienne (Série C) au Cestistica Civitavecchia ou il marque 23 points par match, prend 8 rebonds par match et délivre 4 passes décisives par match. Il évolue au Grand Rapids (G-League) lors de la saison 2017–2018.
Le 1er novembre 2017, Morris a été nommé sur la liste de la soirée d'ouverture du club. En 50 matchs joués, il joue 25 minutes par match, marque 13 points par match et donne 2 passes décisives par matchs.
Le 15 août 2018, Morris signe avec l'équipe croate du KK Split (A 1 Liga). Il quitte l'équipe en janvier 2019. Lors de NBA Summer League 2019 il joue pour les Pistons de Détroit à Las Vegas. Le 7 septembre 2019, il re-signe à Split. Le 24 juillet 2020, Morris signe au Legia varsovie (Championnat de Pologne de basket-ball, PLK). Le 4 avril 2021, il signe à Orléans en championnat de France (Jeep Elite). Le 19 juillet 2021, Morris signe à Brose Bamberg (Bundesliga), cependant, l'équipe a choisi de le remplacer par un meneur pendant la pré-saison. Le 11 septembre 2021, il signe à Mitteldeutscher (Bundesliga). Le 10 juillet 2022, Morris signe au Panevėžio Lietkabelis (LKL et EuroCoupe),.
Le 3 juillet 2023, il signe à Brindisi (Serie A). Le 2 juillet 2024, il signe à Chalon-sur-Saône (BetClic Elite).